# امیر طاهری
امیر طاهری (زادهٔ ۱۹ خرداد ۱۳۲۱ در اهواز) روزنامه‌نگار، تحلیل‌گر سیاسی و نویسنده ایرانی ساکن انگلیس است. وی پیش از انقلاب ۱۳۵۷ و در دوران وزارت خارجه اردشیر زاهدی، خبرنگار دیپلماتیک روزنامه کیهان بود. طاهری در سال ۱۳۵۱ در سن ۳۰ سالگی، به عنوان سردبیر روزنامه کیهان منصوب شد و تا زمستان ۱۳۵۶ در این جایگاه فعالیت نمود. وی پس از انقلاب ۱۳۵۷ به لندن مهاجرت کرد و تاکنون با خبرگزاری‌هایی چون ساندی تایمز، واشینگتن پست، الشرق الاوسط، هرالد تریبون بین‌المللی و فاینانشیال تایمز همکاری داشته است. او در حال حاضر رئیس هیئت مدیرهٔ مؤسسه گیتستون در اروپاست.
وی جزو ده نفر منتخبی بود که توسط هویدا مسئول تدوین فلسفه انقلاب شاه و مردم شده بودند و به گفته محمد باهری تنها کسی که در این جلسه حرف نامربوط نزد او بود.

## روزنامه‌نگاری
امیر طاهری از سال ۱۹۷۲ تا ۱۹۷۹ میلادی، سردبیر روزنامه کیهان بود. در زمستان این سال ۱۳۵۶ شمسی، اندکی بعد از استعفای امیر عباس هویدا جای خود را به پرویز و ایرج مصباح زاده داد. درآغاز سال ۱۳۵۷ با خروج آنها از ایران، رحمان هاتفی سردبیری کیهان را تا زمان واگذاری آن به دولت -بهار ۱۳۵۸- برعهده داشت. در آستانه انقلاب رحمان هاتفی جانشین وی در کیهان شد. امیر طاهری در زمان سردبیری کیهان، نقدهای هنری‌اش را با نام مستعار «پریسا پارسی» منتشر می‌کرد. وی پس از انقلاب ایران به لندن مهاجرت کرد و از سال ۱۹۸۰ تا ۱۹۸۴ میلادی، دبیر بخش خاورمیانه روزنامه ساندی تایمز و از سال ۱۹۸۰ تا ۲۰۰۴ میلادی، ستون‌نویس ثابت روزنامهٔ هرالد تریبون بین‌المللی بود.
در سال‌های دههٔ ۱۹۸۰ میلادی امیر طاهری یکی از فعالان خستگی‌ناپذیر آزادی مطبوعات در سراسر جهان بود. او نماینده و ناظر انستیتو بین‌المللی مطبوعات در شماری از محاکمات روزنامه‌نگاران در کشورهای ترکیه، الجزایر و مراکش (مغرب) بود.
امیر طاهری افزون بر نویسندگی یازده کتاب که برخی از آن‌ها به چندین زبان زنده دنیا ترجمه شده‌اند؛ نویسنده مقالات تحلیلی متعددی است که در کتاب‌های گوناگون به زبان‌های فارسی، انگلیسی، فرانسوی و عربی به چاپ رسیده‌اند. یکی از این مقالات تحلیلی نگاهی است به تاریخ و موجودیت قبائل کرد ایزدی (یزیدی) ساکن ترکیه، ایران، عراق و سوریه و دیگری مقاله‌ای تحلیلی است از جوامع فرقه‌ای شبیه به دروزی‌های لبنان که در کشورهای مختلف خاورمیانه و آسیای مرکزی سکونت دارند.
تا اکنون روزنامه‌هایی همچون الشرق الاوسط، هرالد تریبون بین‌المللی، فاینانشیال تایمز، وال استریت ژورنال، نیویورک تایمز، لس‌آنجلس تایمز، نیویورک پست و واشینگتن پست مقالات طاهری را منتشر کرده‌اند.
در بهار ۲۰۰۶ طاهری در مقاله‌ای ادعا کرد مجلس ایران قانونی را می‌خواهد تصویب کند که به موجب آن، شهروندان ایرانی متعلق به اقلیت‌های مذهبی باید علامت‌های مشخصه‌ای روی لباس خود در اماکن عمومی، الصاق کنند. این خبر به ویژه در مطبوعات آمریکا به خاطر تداعی کردن رفتار آلمان نازی با شهروندان یهودی، انعکاس زیادی یافت. به خصوص در روزنامه نیویورک پست. بعدها معلوم شد که این ادعا نادرست بوده است.

## مجادله‌ها و جعل‌ها

### لانه جاسوسان
در ماجرای دیگری شائول بخاش، متخصص تاریخ خاور میانه در دانشگاه جرج میسون، در مقاله‌ای در نیو ریپابلیک در نقد کتاب «لانهٔ جاسوسان» (به انگلیسی: Nest of Spies: America's Journey to Disaster in Iran) نوشته امیر طاهری اظهار داشت که بخشی از داده‌های موجود در کتاب، ساختگی بوده و در منابع مورد استناد او موجود نیست.

### ادعای مرگ بن لادن در سال ۲۰۰۲
نام طاهری بالای مقاله ای در نیویورک تایمز به تاریخ ۱۱ ژوئیه ۲۰۰۲ با عنوان «مرگ بن لادنیسم» قرار داشت. او مدعی بود «اسامه بن لادن مرده است. این خبر نخستین بار شش ماه پیش از منابعی از درون افغانستان و پاکستان آمده است».

### ادعا دربارهٔ شعار زن زندگی آزادی
امیر طاهری در مصاحبه‌ای با ایندیپندنت فارسی بیان کرد که شعار زن، زندگی، آزادی برای اولین بار در دوره محمدرضا پهلوی در ۱۷ دی به مناسبت بیست و پنجمین سالگرد روز دادن حق رای به زنان، در یک سمینار در دانشگاه اصفهان به ابتکار حزب رستاخیز سرداده شد. برخی این گفته امیر طاهری را نادرست دانسته‌اند.

### حقه قانون تعدیل هزینه ایران
در ۱۹ مه ۲۰۰۶, نشنال پست کانادا دو مقاله، یکی به نوشته طاهری، منتشر کرد که مدعی بود مجلس ایران قانونی تصویب کرده که «برای اقلیت‌های مذهبی، مسیحیان، یهودیان، و زرتشتیان دستورالعمل پوشش متفاوتی وضع می‌کند و این افراد باید از رنگ‌های متمایزی در پوشش خود استفاده کنند تا در معرض عموم قابل شناسایی باشند.» منابع متعدد دیگر، از جمله موریس معتمد، نماینده کلیمیان در مجلس شورای اسلامی، این گزارش را تکذیب کرد. آسوشیتد پرس نیز بعدتر این گزارش را رد کرد و گفت «بنا بر یک نسخه به دست آمده توسط آسوشیِّتِد پِرِس پیش نویس طرحی در مجلس ایرانیان را تشویق به پوشیدن البسه اسلامی برای حفاظت از هویت اسلامی کشور می‌کند ولی از پوشش ویژه برای اقلیت‌های مذهبی نام نمی‌برد.» رویترز نیز گزارش داد که «یک نسخه از این طرح که رویترز به دست آورده چنین اشاره ای به چشم نمی‌خورد. خبرنگاران رویترز که پخش جلسه مربوط به دستورالعمل پوشش در مجلس را در رادیو پیگیری کردند چنین بحثی در خصوص اقلیت‌های مذهبی را نشنیدند.»
طاهری اصرار ورزید که گزارش صحیح بوده و این که «قانون دستورالعمل پوشش توسط مجلس شورای اسلامی تصویب شده و اکنون به شورای نگهبان فرستاده شده» و مدعی شد «نشان‌های ویژه برای پیروان یهودیت، مسیحیت و زرتشتی گری به عنوان شیوه ای برای پیاده‌سازی این قانون تحت در حال بررسی است.»
نشنال پست این مطلب را چند ساعت پس از انتشار آنلاین جمع کرد. این روزنامه طاهری را بابت مطالب نادرست در این مقاله سرزنش کرد و در ۲۴ مه یک عذرخواهی کامل منتشر کرد. طاهری همچنان بر درستی این مقاله اصرار داشت.
الیانا بنادور مأمور روابط عمومی طاهری از این مقاله دفاع کرد. او توضیح داد، «وقتی به ایران می‌رسد، درستی امری لوکس است… به همان اندازه که درست بودن مهم است، در نهایت طرف آنچه برحق است گرفتن مهم است. آنچه نادرست است گرفتن طرف تروریست هاست.»

## آثار

### کتاب‌ها
طاهری تاکنون ۱۱ کتاب منتشر کرده است که برخی از آن‌ها به بیش از ۲۰ زبان ترجمه شده‌اند.
- ۱۹۷۹ - یتیم یونانی: آیا اسلام می‌تواند جایی در جهان مدرن پیدا کند؟ (شامل مجموعه مقالات در روزنامه کیهان)؛ یکی از اولین کتاب‌هایی بود که حکومت خمینی در سال ۱۹۷۹ فرمان به جمع‌آوری آن در ایران داد و حتی خواندن آشکارای آن ممنوع شد. به دستور روحانیون نام امیر طاهری در فهرست سیاه نویسندگانی جای گرفت که آثارشان ممنوع شد.
- ۱۹۸۰ - تاریخ مطبوعات ایران در بحران؛ به سفارش و چاپ انستیتو بین‌المللی مطبوعات لندن و به زبان انگلیسی منتشر شد.
- ۱۹۸۲ - مشکل ما چیست؟؛ یک کتاب کوتاه به زبان فارسی و خطاب به ایرانیانی بود که از حکومت روحانیون قطع امید می‌کردند. هزاران نسخه از این کتاب در میان جامعه ایرانیان ساکن خارج از آن کشور به فروش رسید و مشتاقان فراوانی هم در ایران آن را پنهانی خواندند.
- ۱۹۸۵ - روح خدا؛ این کتاب که دربارهٔ شخصیت، زندگی و در آن زمان بگومگوهای فراوانی در جمهوری اسلامی به پا کرد و موضوع بحثی تند در کمیسیون فرهنگی مجلس شورای اسلامی شد.
- ۱۹۸۷ - ترور مقدس: در درون عالم تروریسم اسلامی؛ طاهری در این کتاب به مطالعه و بررسی خشونت‌طلبی و تروریسم اسلامی پرداخت. از نگاه برخی از کارشناسان این کتاب تحقیقاتی پایه‌ای در بازه پدیده‌ای بود که از آن زمان به سرعت رو به گسترش رفته است.
- لانه جاسوسی: راه آمریکا به سوی فاجعه در ایران؛ در این کتاب به بررسی مناسبات ایران و آمریکا، از آغاز آن در قرن هجدهم میلادی تا رسوایی «ایران گیت» می‌پردازد. او چند فرضیه متعارف در مورد مناسبات دو کشور را به چالش می‌کشد. او با تکیه بر انبوه مدارکی که دانشجویان معروف به «پیرو خط امام» از سفارت آمریکا در تهران ضبط، و سپس منتشر کردند، نشان می‌دهد که چگونه تمامی دولت‌های آمریکا، یکی پس از دیگری، نتوانستند سیاستی واقع‌گرایانه و خردمندانه در قبال کشوری اتخاذ کنند که بعدها به منبع اصلی نگرانی آمریکا در خاورمیانه بدل شد.
- خاورمیانه در ورای تیترهای خبری؛ هفتمین کتاب امیر طاهری بود که به سفارش انتشارات بریتانیایی «سنچری – هاچینسون» نوشته شده و تحلیلی جامع و اطلاعاتی از منطقه خاورمیانه است که در آن بسیاری از معضلات و بحران‌های تاریخی فرهنگی و سیاسی این منطقه به زبانی سلیس و ساده برای خواننده کتاب بررسی شده است.
- ۱۹۸۹ - هلال ماه در آسمانی سرخ؛ بررسی تفصیلی وضعیت مسلمانان در اتحاد شوروی سابق همراه با گنجینه بزرگی از اطلاعات و تحلیل دربارهٔ موضوعی است که در زمان انتشار کتاب افکار عمومی جهان اطلاعات و خبر چندانی از آن نداشتند. متن این کتاب با یک پیش‌بینی صریح در مورد سقوط بی‌درنگ اتحاد شوروی به عنوان یک امپراتوری بیمار به پایان می‌رسد.
- زندگی ناشناخته شاه؛ که به زبان انگلیسی منتشر شده، در مجموع با بیوگرافی آیت‌الله خمینی سرگذشت دو مردی را بررسی و ارائه می‌دهد که هر یک به شکلی متفاوت تاریخ معاصر ایران را رقم زدند.
- ۲۰۰۳ - عراق: ورق‌های گنجفه؛ در این کتاب که به زبان فرانسوی منتشر شده، او از طرح آزادسازی مردم عراق از رژیم صدام حسین دفاع می‌کند. این کتاب که همراه با پاتریک وایزمن نوشته شده در زمان انتشارش در فرانسه بحث‌های داغی در پی آورد، درست در زمانی که حکومت آن کشور، به ریاست جمهوری ژاک شیراک، مخالف حمله نظامی به عراق بود.
- ۲۰۰۹ - شب پارسی: ایران تحت انقلاب خمینی؛ این کتاب ریشه‌های انقلابی‌گری شیعی یا «خمینیسم» را در جریان‌های تندرو و تروریستی اسلام‌گرا و تأثیرات جنبش‌های فاشیستی و کمونیستی بر نسل‌های سیاسی گذشته کشورهای خاورمیانه جست‌وجو می‌کند. طاهری در بخشی از کتاب، یکی از دلایل وقوع انقلاب را «نادیده گرفتن غنای فرهنگی و سیاسی آن دوران توسط برخی از اعضای جامعه روشنفکری ایران» دانسته است. شب پارسی فراتر از یک تاریخچه ساده از «خمینیسم»؛ تمامیت ساختار این رژیم را در سه دههٔ گذشته و تأثیر آن بر زندگی و روحیهٔ ایرانیان را برملا می‌کند و نقاط ضعف و قوت آن را روشن می‌سازد و همچنین خطوط کلی سیاست‌هایی را ترسیم می‌کند که می‌توانند خمینیسم را شکست دهند. منتقدان ادبی، شب پارسی را «مجموعه‌ای برجسته و کم‌نظیر از اطلاعات و استدلال» خوانده‌اند.

### ترجمه
- امیر طاهری در راستای تلاش برای شناساندن شعر معاصر ایران به علاقه‌مندان خارجی مجموعه‌ای از بیش از ۱۰۰ قطعه شعر فارسی از سه شاعر معاصر ایرانی را در مجموعه‌ای به نام «گُل زخمی» ترجمه و گردآوری کرده است.